# Apodo

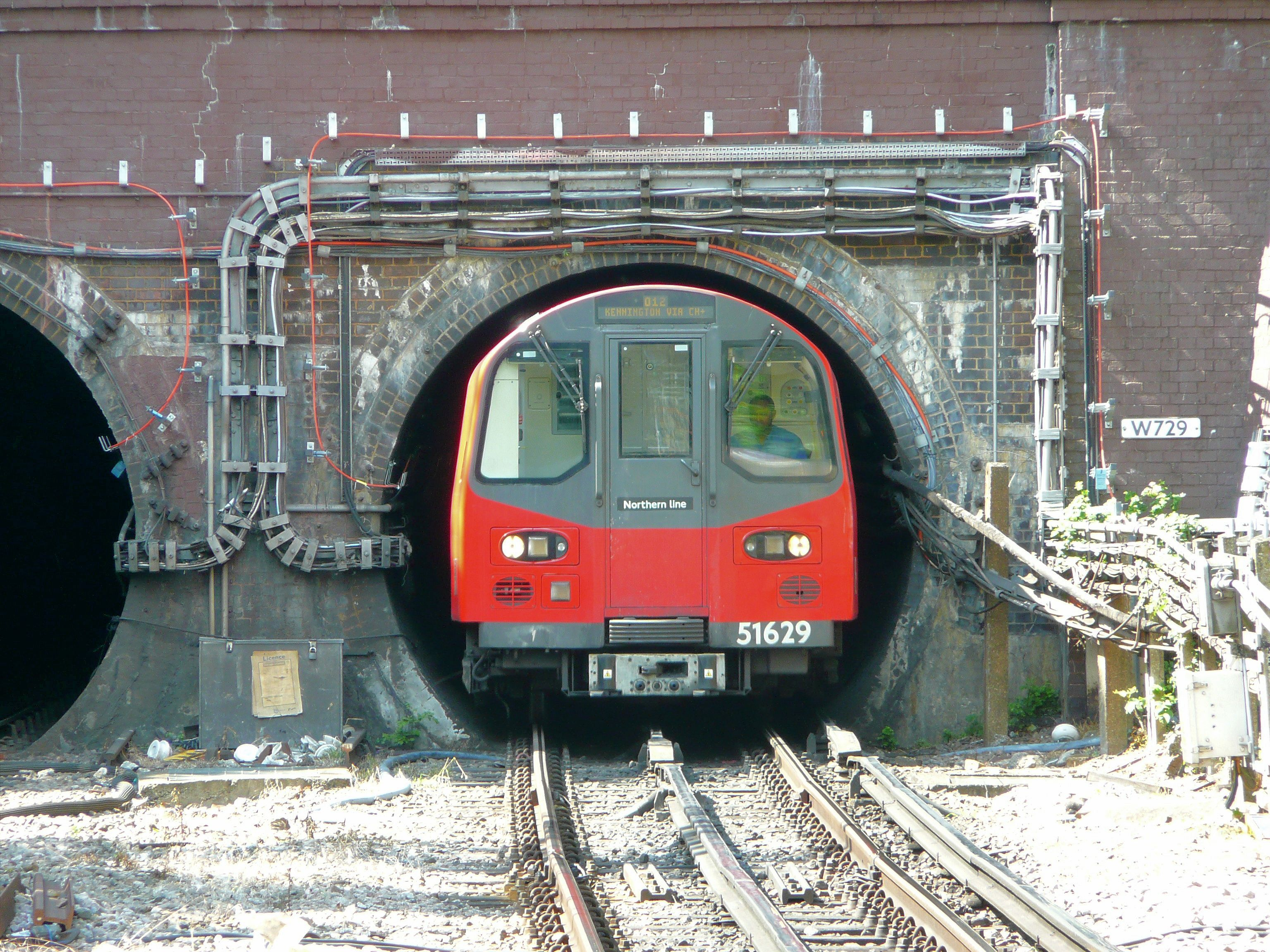
Al Metro de Londres se le apoda coloquialmente The Tube (El Tubo).

Un apodo (también llamado alias, sobrenombre, seudónimo o pseudónimo) es un nombre que se le da a una persona u objeto que generalmente alude a una característica o peculiaridad suya, inspirado en sus defectos corporales o en alguna otra característica o circunstancia.
Los apodos no son exactamente lo mismo que los hipocorísticos: estos son las formas familiares o afectuosas de los nombres propios de las personas (por ejemplo, Pancho es un hipocorístico de Francisco).
Los apodos pueden considerarse a menudo como deseables, y pueden simbolizar una manera de aceptación, pero también pueden utilizarse con objeto de denigración, ridiculización o burla.

## Etimología
El término «apodo» proviene del latín apputare (‘evaluar’ o ‘comparar’), y se utilizaba para dar nombre a objetos que posteriormente se comercializarían o compararían.